# Bronce de Audita
El Bronce de Audita es un tratado de hospitalidad latino de enorme valor arqueológico e histórico. Es uno de los cuatro hallados en la provincia de Cádiz; los otros son los de Bonanza, Iptuci y Lascuta.

## Localización
Se encontró en 1765 en el peñón de Audita, cerca de Lacilbula. Esta tabula hospitii del año 5 d. C. refleja el pacto con el senado de la ciudad de Lacilbula. Actualmente se encuentra en el Museo Arqueológico Nacional, en Madrid.